# Arturo Matte
Arturo Matte Larraín (Santiago, 5 de junio de 1893-Ibíd, 9 de abril de 1980) fue un abogado, educador, empresario y político chileno, miembro del Partido Liberal (PL). Se desempeñó como alcalde de la comuna de Buin entre 1918 y 1923, senador por Santiago entre 1949 y 1957, y como ministro de Hacienda entre 1943 y 1944, en este último actuando bajo el gobierno del presidente radical Juan Antonio Ríos.

## Familia y estudios
Nació en Santiago de Chile el 5 de junio de 1893, siendo el cuarto de los once hijos del matrimonio conformado por el empresario Domingo Matte Pérez y Javiera Larraín Bulnes, quien fuera nieta de Manuel Bulnes y bisnieta del Francisco Antonio Pinto, ambos militares y políticos que ejercieron como presidentes de la República. Sus hermanos fueron María, Rosa Enriqueta, Blanca Marta, Blanca Raquel, Ana, Raúl, Domingo, Luis y Benjamín, estos últimos también se desempeñaron como ministros de Estado. Realizó sus estudios primarios en el Colegio Alemán de Santiago y los secundarios en el Instituto Nacional. Continuó los superiores en la Facultad de Leyes y Ciencias Políticas de la Universidad de Chile, titulándose como abogado en 1916, con la tesis La Alianza Liberal de 1875.
Se casó el 18 de mayo de 1918 con Esther Alessandri Rodríguez, hija del expresidente de la República Arturo Alessandri Palma y la primera dama en el mandato de éste, Rosa Ester Rodríguez Velasco. Por consiguiente, fue cuñado del hermano de ésta, el también expresidente de la República Jorge Alessandri Rodríguez. Con su cónyuge tuvo seis hijos: Ester, escritora; Arturo, ingeniero y fundador de la Editorial Universitaria; Luz; Adriana (casada con el político demócrata cristiano Máximo Pacheco Gómez); Rebeca; y Gabriela.

## Carrera profesional
En el ámbito laboral, durante años ejerció como profesor de escuelas nocturnas de la Sociedad de Instrucción Primaria, institución de la cual llegó a ser tesorero y uno de sus máximos dirigentes.
En el sector empresarial, se desempeñó en numerosas actividades, entre ellas, fue organizador y presidente de la Compañía de Acero del Pacífico (CAP), y fundador junto con su hermano Luis de la Compañía Manufacturera de Papeles y Cartones (CMPC). Además, ejerció como gerente de la Sociedad de Renta Urbana Pasaje Matte y de la Sociedad Agrícola Trinidad S.A.; como presidente de la Sociedad Portal Fernández Concha; y como director de Sederías Chile, Sumar S.A., y de la Organización Kappés.
Asimismo, actuó como consejero de las firmas Central de Leche y Compañía de Petróleos de Chile (COPEC); ocupó el puesto de presidente del Banco Sud Americano, de la Sociedad Productora de Papeles y de Viñas Chile S.A.; fue vicepresidente de la Sociedad Constructora de Establecimientos Hospitalarios S. A. y de la Sociedad Constructora de Establecimientos Educacionales S. A.; y fungió como director de la Sociedad Cerámica Carrascal.
Se dedicó también a las actividades agrícolas, explotando la hacienda San Miguel, en Santa Clara, al sur de la ciudad de Chillán.

## Carrera política
Inició su carrera política como presidente del Centro de Alumnos de la Facultad de Leyes y Ciencias Políticas de su universidad, siendo delegado a la Federación de Estudiantes (FECh), de la cual fue candidato a la presidencia. A continuación, se incorporó a la filas del Partido Liberal (PL). En las elecciones municipales de 1918, fue electo como alcalde de la comuna santiaguina de Santiago, cargo que ocupó hasta 1923.
Posteriormente, en el marco del gobierno del presidente Juan Antonio Ríos, de militancia radical, el 1 de septiembre de 1943 fue nombrado como titular del Ministerio de Hacienda, función que ejerció hasta el 6 de octubre de 1944.
En una elección parlamentaria complementaria realizada el 26 de noviembre de 1950, producto del fallecimiento de su suegro, el senador por la 4.ª Agrupación Provincial (Santiago), Arturo Alessandri Palma, se postuló como candidato para llenar el escaño senatorial, resultando electo para finalizar el periodo 1949-1957. Se incorporó a la cámara alta el 9 de enero de 1951, e integró la Comisión Permanente de Educación Pública. En su gestión presentó varias mociones que se convirtieron en ley: la ley n.º 7.562, sobre «aumento de sueldos al personal del Ministerio de Educación Pública»; la ley n.º 7.869, sobre «empresas determinadas y beneficios a la industria del hierro»; la ley n.º 7.753, sobre «gratificación a personal de la Administración Civil del Estado»; la ley n.º 7.750, sobre «modificación a impuesto a la renta; y la ley n° 7.873, sobre «modificación al personal, planta y sueldos de Carabineros de Chile».
En el ejercicio del cargo, además, en la elección presidencial de 1952, se postuló como candidato a la presidencia de la República, apoyado por el grupo Movimiento de Recuperación Doctrinaria y los partidos Liberal, Regionalista de Magallanes, Conservador. Logró el segundo lugar obteniendo 265.357 votos equivalentes al 27,81 % de los sufragios totales, siendo derrotado por el general Carlos Ibáñez del Campo, quien ya había ocupado el cargo entre 1927 y 19131.
De manera paralela, sirvió como consejero de la Caja de Seguro Obrero, que en 1952 pasó a denominarse Servicio de Seguro Social (SSS). Fue consejero personal de su cuñado Jorge Alessandri, durante su gobierno que abarcó desde 1958 hasta 1964.
Fue socio del Club de La Unión, y miembro honorario de la Liga de Estudiantes Pobres desde 1943. Falleció en su lugar natal el 9 de abril de 1980, a los 86 años.

## Historial electoral

### Elección presidencial de 1952
|  | 46,79 % |

|  | 27,81 % |

|  | 19,95 % |

|  | 5,45 % |